# ماريسا ليتيسيا لولا دا سيلفا
ماريسا ليتيسيا لولا دا سيلفا (7 أبريل 1950 - 3 فبراير 2017) زوجة الرئيس البرازيلي السابق، لويس إيناسيو لولا دا سيلفا، وسيدة البرازيل الأولى بين عامي 2003 و 2010. أصيبت ماريسا ليتيسيا في 24 يناير 2017 بسكتة دماغية وتوفيت بعد عشرة أيام في 3 فبراير عن عمر يناهز 66 عامًا في مستشفى سريو ليبانيز. وأعلن الرئيس ميشال تامر الحداد الرسمي في البرازيل ثلاثة أيام. تم حرقها في اليوم التالي ودفن رمادها في سيميتيريو جارديم دا كولينا، في موطنها الأصلي ساو برناردو دو كامبو، ساو باولو.